# Male Pijace
Male Pijace (srp. Мале Пијаце, mađ. Kispiac) je selo u Bačkoj, u autonomnoj pokrajini Vojvodini, Srbija. Nalazi se u Kanjiži. Iako je u Bačkoj, nalazi se u Sjevernobanatskom okrugu. 
Mađari su većinsko stanovništvo. U selu popisu stanovništva 2002. živi 1988 stanovnika.
Na području katastarske općine Male Pijace, subotički gospodarski div 29. novembar je imao mnoštvo gospodarskih objekata:

## Vanjske poveznice
- Arhivirana inačica izvorne stranice od 23. srpnja 2009. (Wayback Machine) (mađ.)